# Tribolonotus schmidti
Tribolonotus schmidti là một loài thằn lằn trong họ Scincidae. Loài này được Burt mô tả khoa học đầu tiên năm 1930.